# Legitimation (Politikwissenschaft)
Legitimation bezeichnet in der Politikwissenschaft im engeren Sinne die Rechtfertigung eines Staates für sein hoheitliches oder nichthoheitliches Handeln bzw. dessen Ergebnis. Sie stellt die Legitimität solchen Handelns, seiner Ergebnisse oder der Herrschaft her; Legitimität erfordert Legitimation. Der Begriff wird jedoch auch auf supranationale Organisationen und transnationale Akteure angewandt.

## Normatives Legitimationsverständnis
Die Existenz von Staaten wird üblicherweise normativ legitimiert durch die Staatszwecke: Die Einschränkungen, die ein Staat für seine Staatsangehörigen immer mit sich bringt, sind demnach in erster Linie gerechtfertigt, weil er eine Friedensordnung gewährleistet, in der sie vor der Selbstsucht und der Aggressivität ihrer Mitmenschen innerhalb und außerhalb geschützt werden. Außerdem sichert er eine gerechte Gemeinschaftsordnung, in der sie ihre Persönlichkeit frei entfalten können. In der politischen Philosophie wird seit der Frühen Neuzeit daraus der Schluss gezogen, dass die Legitimation der Herrschenden erlischt, sobald sie diese Zwecke nicht erreichen, also ungerecht regieren. Die Beherrschten haben in diesem Fall ein Widerstandsrecht.
Die demokratische Rechtfertigung des Staates fügt keine weiteren Staatszwecke hinzu. Im pluralistisch verstandenen demokratischen Rechtsstaat dürfen sich die Bürger ihre jeweils eigenen Zwecke setzen und in größtmöglicher Freiheit zu erreichen suchen. Gleichzeitig sollen sie aber an der Staatsgewalt partizipieren. In einer Demokratie ist der Staat also dann legitimiert, wenn er seine Ordnungs- und Ausgleichsfunktion unter größtmöglicher Zustimmung und Mitbestimmung aller zu erfüllen sucht. In den westlichen Demokratien setzte sich die Auffassung durch, dass sie sowohl durch die Kombination von bestimmten Wertüberzeugungen wie die Menschenrechte, konstitutiven Verfahren zur Partizipation, Entscheidungsbildung und Kontrolle von Herrschaft sowie das Prinzip der Rechtsstaatlichkeit legitimiert sind. In der neomarxistischen Theorie vom Spätkapitalismus wird dies als nur scheinhafte „Massenlegitimation“ abgetan: Indem „falsche Bedürfnisse“ erzeugt und wohlfahrtsstaatlich befriedigt würden, werde vom weiterhin bestehenden Hauptwiderspruch des Kapitalismus abgelenkt.

## Soziologisches Legitimationsverständnis
Die Soziologie arbeitet demgegenüber mit einem empirischen Legitimationsbegriff: Sie schreibt nicht vor, wann Herrschaft legitim ist, sondern wann sie nachweislich dafür gehalten wird. Der deutsche Soziologe Max Weber (1864–1920) beschrieb idealtypisch drei Formen legitimer Herrschaft: Die traditionale, die charismatische und die legale Herrschaft. Die traditionale Herrschaft beruht auf dem Glauben an die Heiligkeit der Traditionen, die seit jeher galten. Zu ihr gehört etwa das Gottesgnadentum, in dem der Monarch durch Geburt legitimiert ist. Die charismatische Herrschaft ist legitim, weil dem Herrscher außeralltägliche Fähigkeiten und gewissermaßen Heldenkraft zugeschrieben werden. Sie basiert auf der affektiven Hingabe der Unterworfenen an den Propheten oder „Führer“. Die legale oder rationale Herrschaft ist legitim, weil sie auf „formal korrekt gesatzten Ordnungen“ beruht. Basis ist nicht die Dynastie oder die Person des Herrschers, sondern das Verfahren, mit dem er ausgesucht wurde.
1969 entwickelte der deutsche Soziologie Niklas Luhmann (1927–1998) in seinem Werk Legitimation durch Verfahren die systemtheoretische Vorstellung, dass Institutionen ihre Legitimität nicht durch das absichtsvolle Handeln der daran beteiligten Menschen erhalten, sondern sie mittels des sozialen Mechanismus des Verfahrens autopoietisch selber produzieren. Die individuellen Intentionen der beteiligten Parteien würden dabei kaum eine Rolle spielen. Diese These wurde intensiv diskutiert. Empirische Untersuchungen zeigten, dass nicht allein das bloße Verfahren Legitimität erzeugt, sondern die Überzeugung, es sei fair.

## Input-/ Output-Legitimation

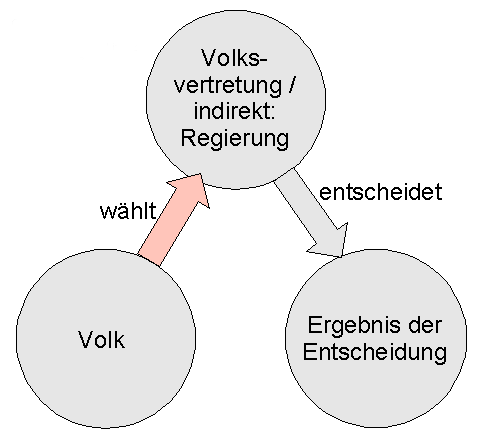
Schaubild Input-Legitimation

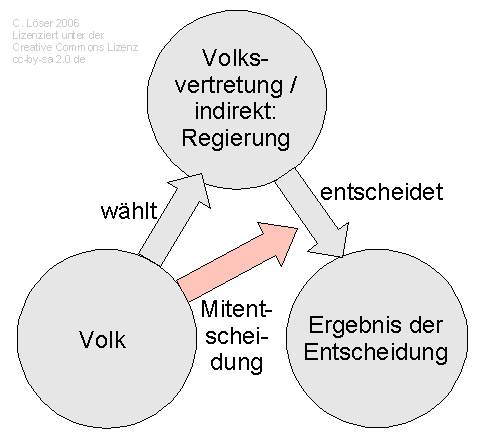
Schaubild Throughput-Legitimation

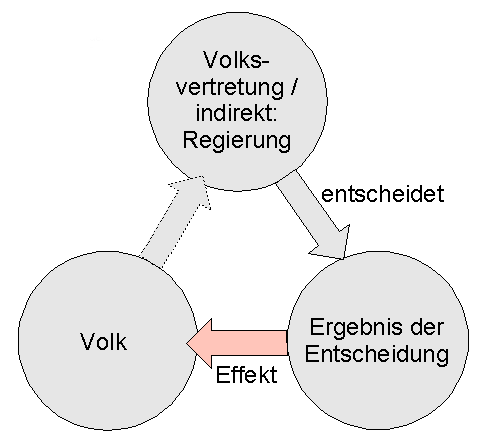
Schaubild Output-Legitimation

Am Beispiel der Europäischen Union entwarf der deutsche Politikwissenschaftler Fritz W. Scharpf 1999 eine Unterscheidung, die sich am Konzept Politischer Input und politischer Output orientiert. Dabei ging er von der Gettysburg Address aus, in der der amerikanische Präsident Abraham Lincoln 1863 Demokratie definierte als „government by the people, of the people, for the people“.
- Die Input-Legitimation beruht auf dem normativen Prinzip der Zustimmung der Beherrschten (government by the people). Sie ist die in der Rechtswissenschaft vorherrschende Kategorie von Legitimation. Zu der die Input-Legitimation betreffenden Kritik siehe Legitimationskettentheorie.
  - Beispiel: Die Entscheidung eines demokratisch gewählten Parlaments, Fahrzeugführern in Zukunft die Pflicht aufzuerlegen, alle zwei Jahre einen Erste-Hilfe-Kurs zu absolvieren, ist vom Volk dadurch legitimiert, dass es die Parlamentarier, die nun diese Entscheidung getroffen haben, vorher gewählt hat.
- Die Output-Legitimation beruht auf dem funktionalen Prinzip der Nützlichkeit (government for the people). Die Akteure, die die nützlichen Leistungen erzeugen, müssen nicht unbedingt demokratisch gewählt sein oder einer anerkannten Regierung angehören.
  - Beispiel: Eine von den Vereinten Nationen als Rebellengruppe bezeichnete Organisation baut Straßen, Krankenhäuser und Schulen in einer von ihr kontrollierten Region, in der die offizielle Regierung diese Leistungen nicht erbringt. Wegen dieser Handlungen empfinden die von den Rebellen beherrschten Ortsansässigen die Herrschaft der Rebellen als legitim.
- Die Politikwissenschaftlerin Vivien Schmidt fügte 2010 noch eine weitere Dimension hinzu: Die Throughput-Legitimation beruht auf der „efficacy, accountability, transparency, and inclusiveness“[11] und mithin die Partizipation der Beherrschten beim politischen Prozess. Ansätze in diese Richtung sind die Formen direkter Demokratie wie Volksinitiativen oder Volksabstimmungen. Eine solche Beteiligung setzt immer auch die Möglichkeit des Zugangs der Partizipanten zu Informationen, mithin Verwaltungstransparenz bzw. Informationsfreiheit, voraus.
  - Beispiel: Nach der Reformierung der Rechtschreibung spricht sich das Volk durch Volksentscheid für die Revidierung der Rechtschreibreform aus. Die daraufhin durchgeführte Revidierung der Rechtschreibreform ist vom Volk (mit-)legitimiert. Solch ein System gibt es derzeit nur in der Schweiz.

## Kritik
Der Kritische Rationalismus lehnt die politische Legitimationstheorie mit ähnlichen Argumenten ab wie er das bei der erkenntnistheoretischen Verallgemeinerung tut. Die Legitimationstheorie behaupte, eine Regierung habe das Recht, zu herrschen, wenn sie „legitim“ sei, d. h. gemäß den Regeln gewählt sei. Jedoch sei auch das Ermächtigungsgesetz vom 24. März 1933 in diesem Sinne legitim zustande gekommen. Daher reiche das Legitimitätsprinzip nicht hin. Es sei eine Antwort auf die Frage „Wer soll herrschen?“. Diese Frage sei falsch gestellt. Sie müsse ersetzt werden durch die Frage, wie die Verfassung gestaltet werden könne, so dass man die Regierung ohne Blutvergießen loswerden könne. Nicht auf die Art der Einsetzung der Regierung komme es an, sondern die Möglichkeit ihrer Absetzung.